# Ducati Monster
La Ducati Monster è una moto naked prodotta a partire dal 1993 dalla Ducati, prodotta in diverse cilindrate; questa motocicletta è considerata la capostipite di questa categoria, che fino ad allora aveva avuto poco successo, inoltre ispirò molte altre moto.
Dal suo debutto fino al 2007 non ha mai cambiato radicalmente il suo stile e la casa bolognese ne ha prodotti più di 150 000 esemplari.

## Storia

### La presentazione

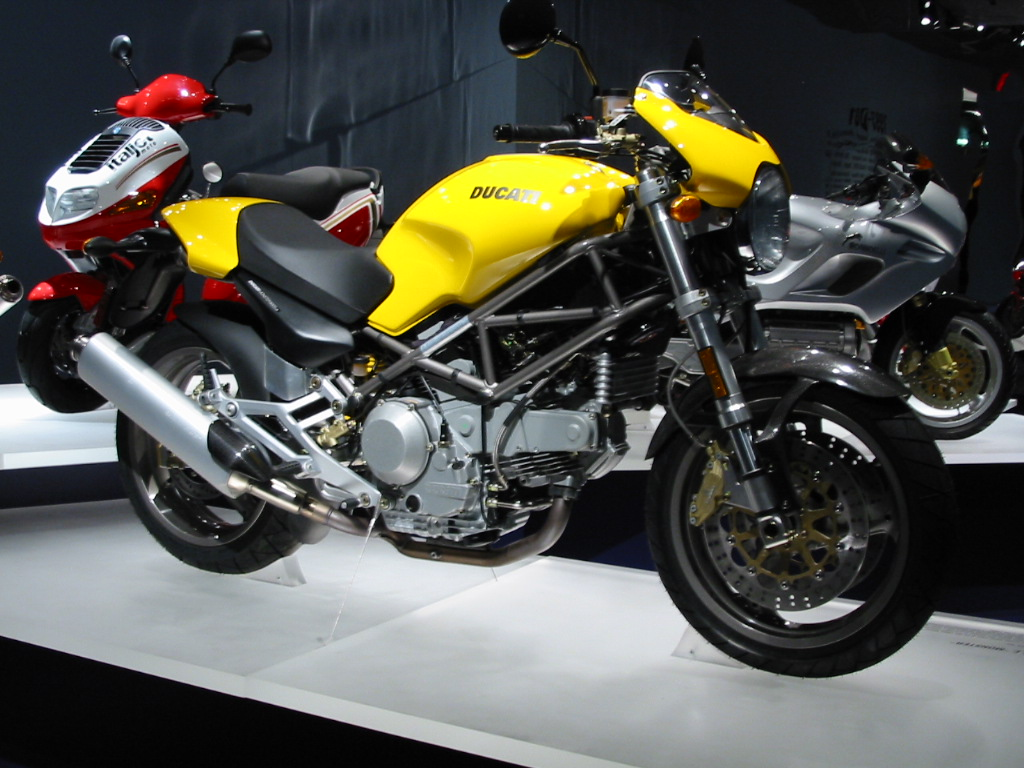
La Ducati Monster MY 2002

Nei primi anni 90, Ducati era in carenza di idee per un modello nuovo, dato che quasi tutti i suoi modelli in listino, tutti molto simili e dello stesso genere, erano in produzione dalla fine degli anni 80.
Ducati fece affidamento sull'ingegnere Argentino Miguel Galluzzi, in forze alla Cagiva, che in passato progettò il Ducati Supersport e il recente Cagiva Raptor, disegnò il Monster, una moto che, a differenza delle sue sorelle carenate, fu studiata apposta per essere semplice, grezza e razionale.
Il Monster viene presentato dalla Ducati per la prima volta al pubblico al salone di Colonia nell'autunno del 1992. Il prototipo che montava la prima versione a carburatori del motore di 904 cm³ di derivazione Supersport, raffredato ad aria o ad olio, vedeva la conferma della distribuzione desmodromica.
Il telaio era, invece, costituito dal traliccio in tubi derivato dalla serie 851/888.
Nel maggio del 1993 esce nei concessionari Ducati il primo Monster, con l'unica motorizzazione di 904 cm³, con un suo costo di listino è di Lire 11.890.000 (12.500.000 lire su strada).
Il forcellone, il telaio e la sospensione progressiva (Boge) derivano dalla 851, e il resto della componentistica è di prim'ordine: impianto frenante Brembo e sospensioni Showa. Il motore (bicilindrico ad L, due valvole per cilindro e distribuzione desmodromica) è lo stesso che equipaggia la SS. La strumentazione ha cifre rosse su sfondo bianco (è previsto il solo tachimetro/contachilometri) e otto spie.

### Dal 1994 al 1999
- 1994; In quest'anno vengono presentate due motorizzazioni “per tutti”, un 400 (non per il mercato europeo) e un 600 a carburatori, quest'ultimo diverrà in breve tempo il best seller delle vendite Ducati al prezzo di Lire 10.790.000 mentre il 900 verrà ritoccato nel prezzo arrivando a costare Lire 14.750.000.

Il Monster 600 si differenzia dal fratello maggiore per un cambio a 5 marce invece che a sei, frizione a bagno d'olio invece che a secco, un solo disco all'impianto frenante anteriore, assenza del radiatore di raffreddamento dell'olio e pneumatici di misura ridotta.
- 1995; In quest'anno la gamma rimane invariata e vengono soltanto aumentate le colorazioni di carrozzeria disponibili: giallo e rosso per il 600, nero e rosso per il 900.
- 1996; La nuova motorizzazione di 750 cm³, su carrozzeria di colore argento, riempie il vuoto tra le due versioni già esistenti.

Le differenze rispetto al 600, sono solo la presenza del radiatore dell'olio ed una diversa cubatura del motore.
Viene inoltre introdotta la prima special prodotta da Borgo Panigale, la versione “S”, creata sulla base della 900. La versione “S” si distingueva dal resto della gamma per le leve con serbatoio separato, per la presenza del cupolino (che diverrà di serie solo l'anno successivo), i tubi idraulici in treccia metallica, i dischi flottanti in ghisa (normalmente in acciaio inox), la sella in pelle Connolly ed il kit antisaltellamento al posteriore.
- 1997; Quest'anno la Ducati introduce un nuovo sistema di riscaldamento dei carburatori, azionabile tramite un rubinetto, per eliminare i problemi di condensa del carburante che si possono verificare nei mesi freddi. Il sistema utilizza l'olio motore per riscaldare i carburatori.

Vengono inoltre ridotte le dimensioni delle valvole nel 900, così come vengono usate delle camme dal profilo meno spinto (valvole e camme del 750, a partire dal motore numero 037727), rendendo la guida in città molto più morbida e permettendo l'uso della benzina verde. Il cupolino diventa di serie per il 900 ed il supporto manubrio è ora in un pezzo unico in lega leggera.
- 1998; La Ducati passa di mano, non è più parte del gruppo Cagiva e questo determina un radicale rinnovamento della gamma a cominciare dall'introduzione della nuova colorazione Dark, un nero opaco creato ad arte per essere una base per le elaborazioni grafiche e le personalizzazioni, fenomeno che il Monster ha da sempre ispirato e che contagia tutti i possessori di naked.

Cambia anche il logo, con l'introduzione del disco tagliato che stilizza la D di Ducati.
Il 750 ottiene un disco in più nel freno anteriore e continua la produzione delle motorizzazioni esistenti con valvole piccole. L'introduzione del 900 “S”, ottiene il ritorno all'utilizzo delle valvole grandi per questa cubatura.
- 1999; Quest'anno vede l'introduzione di una grande innovazione per il modello da 900 cm³, che deriva dalle Superbike, l'iniezione elettronica, che migliora la trattabilità e l'erogazione dei motori Ducati.

### Dal 2000 al 2005

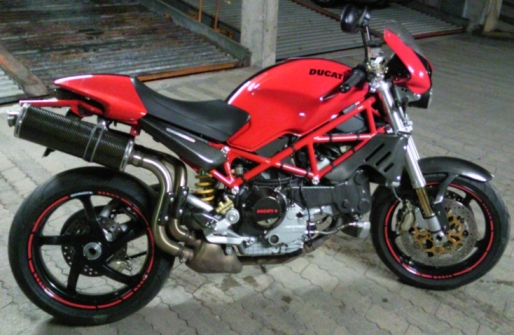
La Ducati Monster S4R

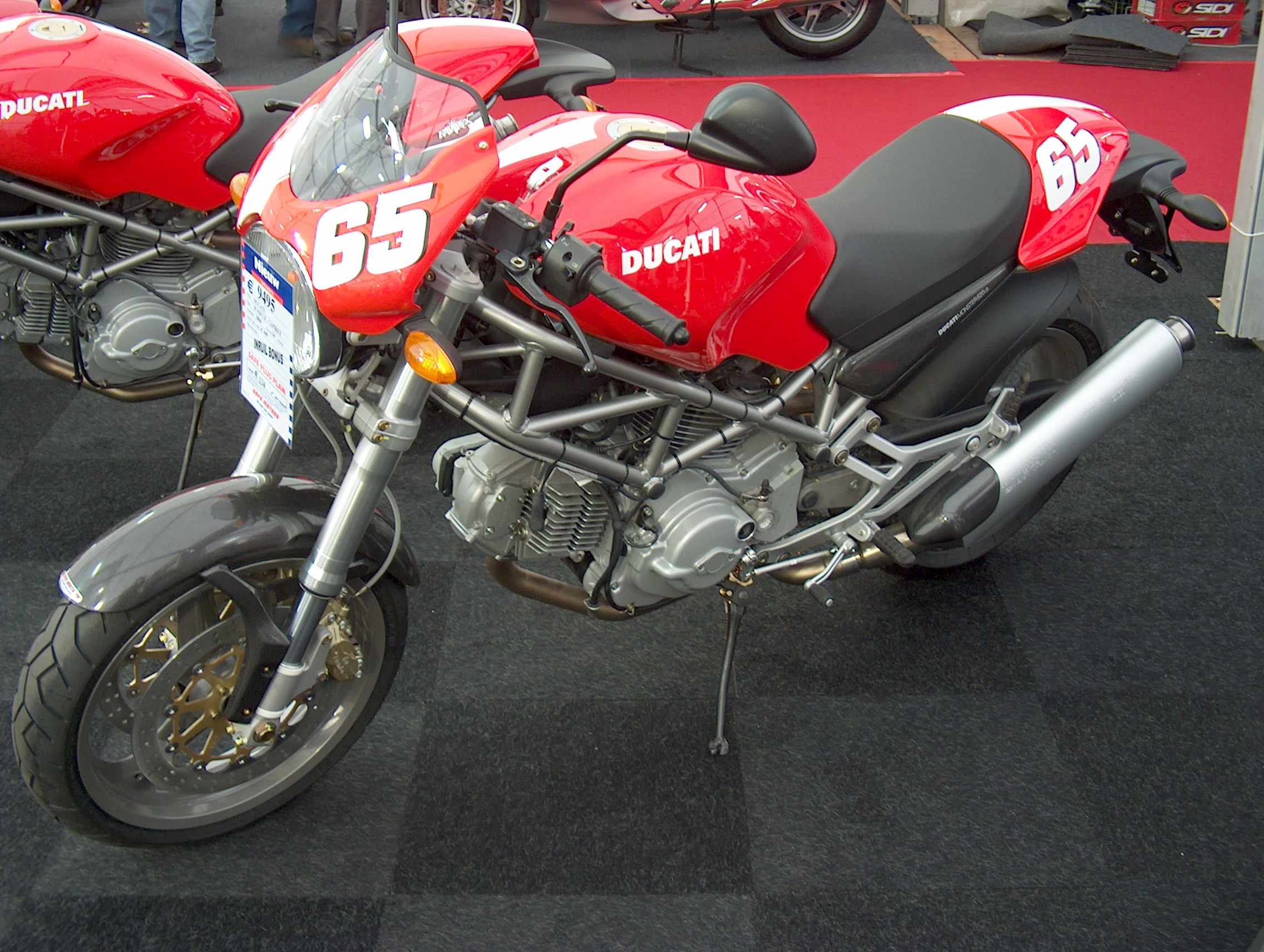
La Ducati Monster 620i.e.

- 2000; Viene effettuato un leggero restyling su tutti i modelli: tegolino posteriore, frecce e strumentazione vengono sostituiti con nuove versioni. Cambiano anche i cerchioni e il parafango anteriore.

Tutti i modelli a due valvole sono disponibili anche nella versione Metallic e Cromo. La prima ha la scritta Ducati sul serbatoio (di un grigio particolare) in metallo, la seconda ha invece il serbatoio interamente cromato.
Il 900 Special del 2000 monta l'ammortizzatore Ohlins al posteriore (montato in orizzontale, nascosto alla vista dai fianchetti) così come i parafanghi in carbonio e la barra antisaltellamento.
Viene introdotta l'iniezione Marelli sulla 900.
- 2001; Ducati Monster S4 del 2002

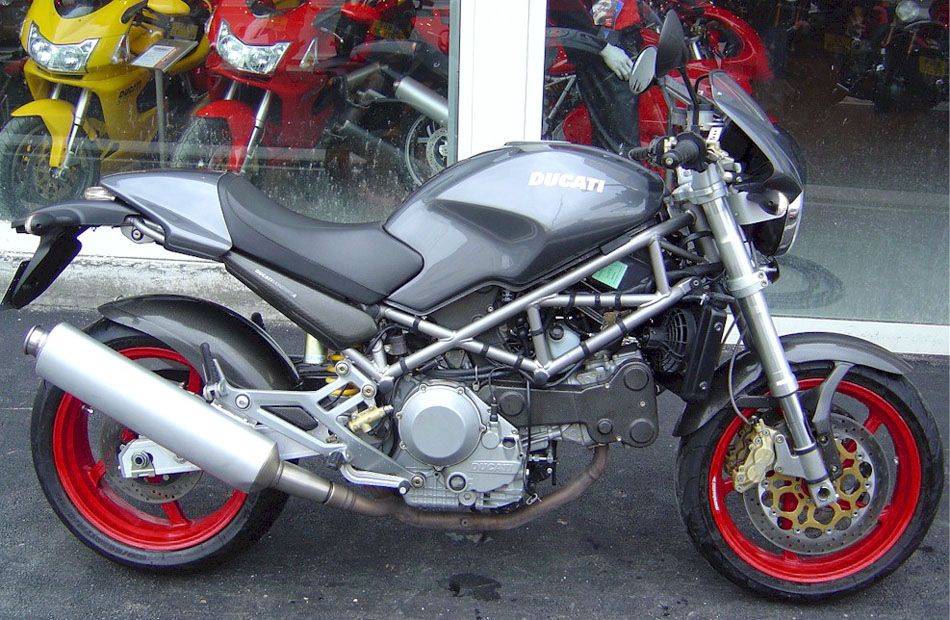
Ducati Monster S4 del 2002

Viene introdotto il Monster S4, che rappresenta il nuovo allestimento top di gamma.
Il motore utilizzato è quello del Ducati 916, derivato direttamente dalla Superbike, con 4 valvole per cilindro e ben 101 CV, ma debitamente rivisitato negli alberi a camme per renderlo meno "spinto" e di matrice più turistica. Anche il telaio, in questa versione, cambia e viene adottato quello utilizzato dalle Sport Tourer ST2 ed ST4, riconoscibile dalla mancanza dell'archetto di reazione del forcellone posteriore. Cerchi Marchesini a 5 razze e l'esclusiva colorazione “Senna” (grigio titanio e i cerchi rossi) aiutano a riconoscere questo modello.
- 2002; Quest'anno vede la nascita della terza generazione di Monster grazie al nuovo 620i.e. che prende il posto del 600 a carburatori e che dà il via all'applicazione dell'iniezione elettronica su tutta la gamma. Il catalizzatore montato sul nuovo 620i.e. permette di ottenere, su questo allestimento, la classificazione anti-inquinamento Euro 2 (mentre tutti gli altri allestimenti restano Euro 1). Il nuovo Monster 620i.e. viene proposto in 3 allestimenti: Dark, standard, ed “S”.

Tutte le motorizzazioni adottano la nuova sospensione posteriore, già anticipata dall'S4, che permette di eliminare l'archetto di reazione del forcellone posteriore, snellendo di molto l'estetica. Su tutte le versioni, inoltre, viene adottato il secondo disco all'impianto frenante anteriore.
La versione con motore 400 (destinata prima di quest'anno esclusivamente al mercato giapponese) fa il suo timido ingresso anche nel mercato europeo, proponendosi come valida alternativa dei concorrenti giapponesi. La versione standard sarà accompagnata dall'iniezione elettronica, dal doppio disco Brembo e dalla possibilità di scegliere le combinazioni di colori delle carene e del telaio. La versione dark verrà proposta con il telaio nero, disco anteriore singolo, carene sverniciate. Il Monster 400 i.e. è un modello poco venduto a causa dell'elevato costo (rispetto ad uno scooter) e dalle prestazioni blande. È un perfetto modello entry level, tuttavia poco potente e quindi venduto pochissimo. Il tentativo di commercializzazione in Europa sarà interrotto due anni dopo a causa degli scarsi risultati. La commercializzazione in Giappone rimarrà invece ancora attiva.
In quest'anno, infine, viene presentata una special su base S4, prodotta in serie limitata di 350 esemplari, denominata Fogarty in onore del pluricampione di motociclismo Carl Fogarty.
Gamma in produzione:
Monster 400 i.e. - dark, standard - 44 CV @ 10500 giri/min - 166 kg (168 kg Japan Version)
Monster 620 i.e. - dark (arriverà in seguito), standard, s (fianchetti e paracalore in carbonio, cupolino, forcellone alluminio, puntone di reazione regolabile) - 60 CV @ 9500 giri/min - 177 kg
Monster 750 i.e. - dark, standard - 64 CV @ 8750 giri/min - 179 kg
Monster 900 i.e. - dark, standard - 78 CV @ 8000 giri/min - 189 kg
Monster S4 - 101 CV @ 8750 giri/min - 193 kg
- 2003;

Vengono introdotte due nuove cilindrate: l'800 ed il 1000. Il 1000 è un motore completamente riprogettato, introduce la doppia accensione con la seconda candela disposta in maniera particolare tra le cinghie della distribuzione. La testata ha l'angolo delle valvole ridotto (come il motore Testastretta usato in Superbike). L'800 i.e. ha ora il cambio a 6 marce ma la frizione rimane in bagno d'olio.
Ma la grande novità per il 2003 è il rinnovamento del top di gamma: l'S4 lascia il posto all'S4R che ora adotta il potente desmoquattro di 996 cm³ e 113 CV all'albero. Tra le colorazioni disponibili risulta una serie denominata Viper (ispirata proprio alla Viper), con colorazione blu e striscia bianca asimmetrica. La moto cambia completamente "appeal" soprattutto sul retrotreno, dove viene adottato per la prima volta sul Monster, il forcellone monobraccio. L'idea nasce dalla Business Unit del Monster, allora formata da Daniele Casolari (fondatore di Ducati Performance, ex Giocamoto ed attuale amministratore di Feel Racing) che era responsabile della Business Unit e da Massimo Corea, allora product manager del Monster. Avendo Ducati, appena prima, lanciato la MH900e, il forcellone allora adottato per la MH, ispira il nuovo forcellone a traliccio della S4R. Ma la moto subisce un restyiling ben più importante che tocca le pedane (che per la prima volta vengono separate per favorire l'uso in pista), il doppio scarico alto su un lato (sempre per favorire l'angolo di piega), la nuova grafica del cruscotto ed il manubrio Magura che diventa unico in lega di alluminio a sezione variabile.
La colorazione Senna è disponibile ora per tutte le cilindrate, mentre l'allestimento Dark non prevede più il solo nero opaco, ma anche un inedito argento opaco.
Gamma in produzione:
Monster 620 i.e. - dark, standard, s (fianchetti e paracalore in carbonio, cupolino, forcellone alluminio) - 60 CV @ 9500 giri/min - 177 kg
Monster 800 i.e. - dark, s - 73 CV @ 8250 giri/min - 179 kg

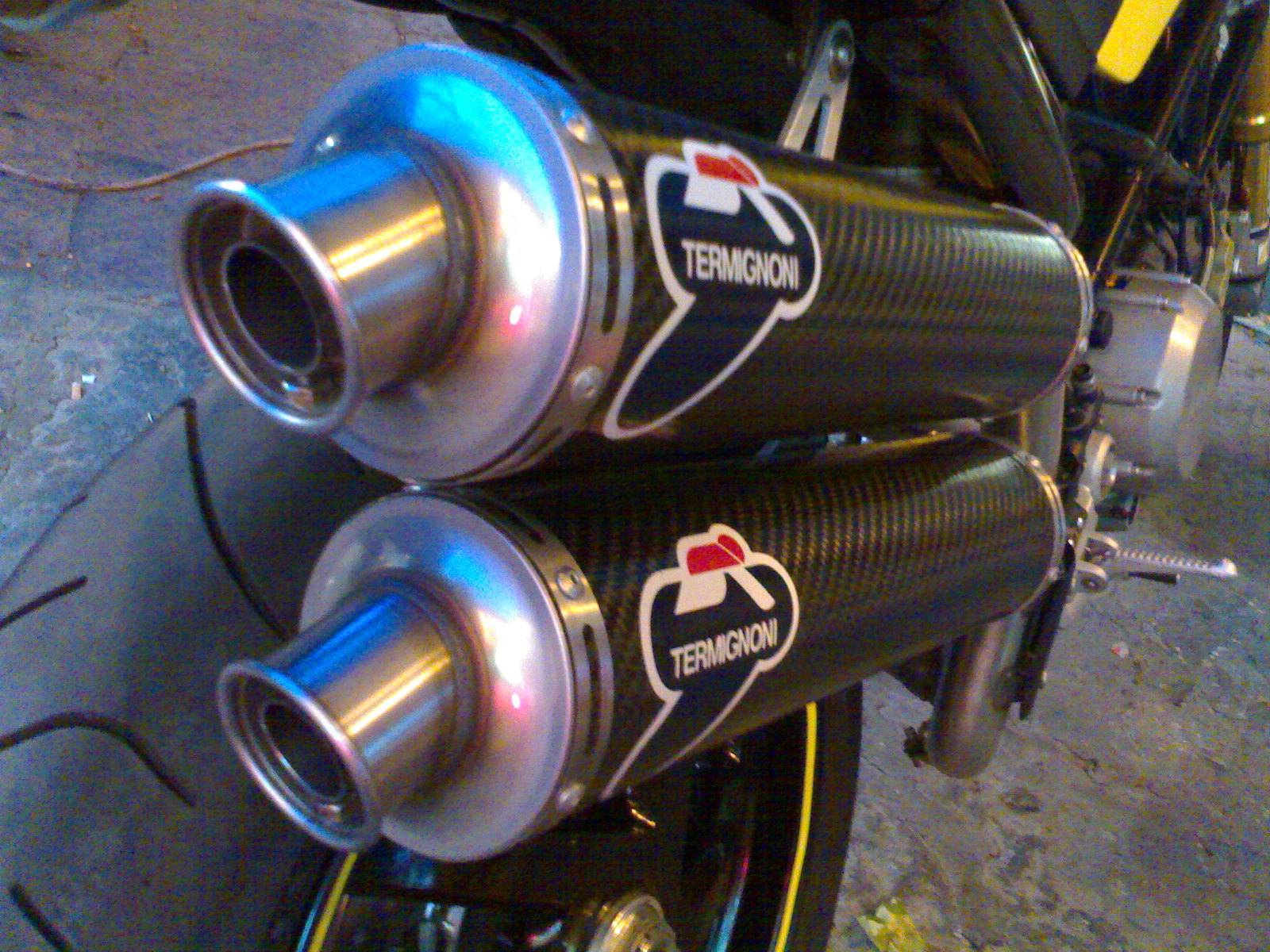
Termignoni passaggio alto S2R

Monster 1000 i.e. - dark, s - 84 CV @ 8000 giri/min - 189 kg
Monster S4R - 113 CV @ 8750 giri/min- 193 kg
- 2004;

Il 620 i.e. adotta la rivoluzionaria frizione antisaltellamento APTC (che riduce anche lo sforzo alla leva della frizione) ed il cambio a 6 marce. La versione Dark è disponibile in due varianti: con singolo disco e cambio a 5 marce oppure con doppio disco, frizione APTC e cambio a 6 marce.

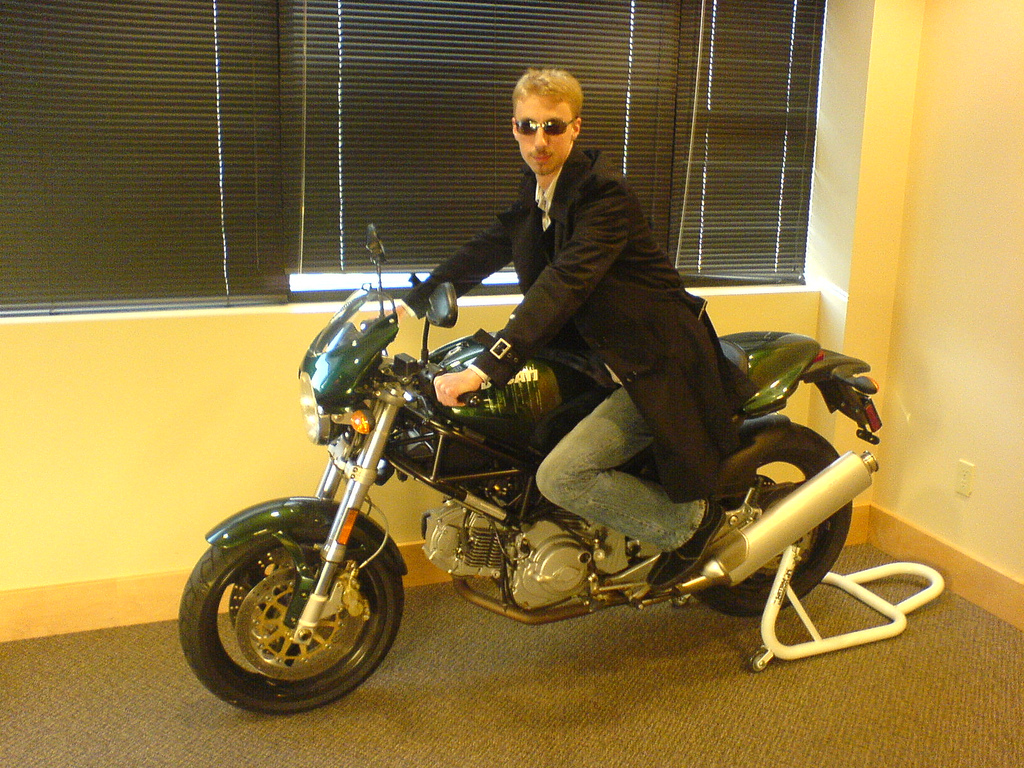
La Ducati Monster 620 Matrix

Fra le novità della gamma Monster, vi sono anche due allestimenti speciali. La prima è la Ducati Monster Capirex. In questa versione, disponibile solo rossa con il motore da 620 cm³, è presente un cupolino con il numero 65 del pilota Loris Capirossi a cui è dedicata. Lo stesso numero lo troviamo anche sul codino. A completare la decorazione vi è una banda bianca. Questa edizione della Monster è stata ideata per celebrare la prima vittoria in MotoGp della casa di Borgo Panigale, ottenuta dallo stesso Capirossi sul circuito della Catalunya. 
La seconda edizione speciale della Monster del 2004 è la Ducati Monster Matrix, ispirata al film Matrix Reloaded nel quale compare la Ducati 998 (anch'essa venduta poi in edizione speciale Matrix nello stesso anno). Anche questa edizione speciale della Monster è dotata del motore da 620 cm³.
- 2005;

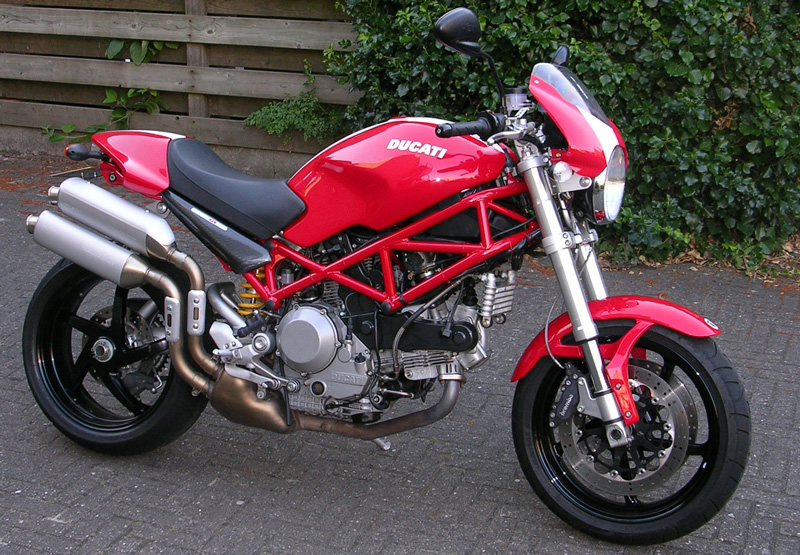
Monster S2R 1000

Il Monster 800 viene rimpiazzato dalla nuova unità S2R 800, che introduce il forcellone monobraccio al posteriore, il doppio scarico sovrapposto laterale oltre a motore ad alte prestazioni e la frizione antisaltellamento.
Gamma in produzione:
Monster 620 i.e. - dark, standard (cupolino) - 60 CV @ 9500 giri/min - 177 kg

Monster S2R 800 i.e. - standard - 77  CV @ 8250 giri/min 
Monster 1000 i.e. - dark, standard, s (fianchetti e paracalore in carbonio, forcella showa regolabile, forcellone alluminio) - 84 CV @ 8000 giri/min - 189 kg
Monster S4R - 113 CV @ 8750 giri/min- 193 kg
Viene ritirata la commercializzazione sul mercato europeo della versione (rimane solo per il mercato giapponese):
Monster 400 i.e. - dark, standard - 44 CV @ 10500 giri/min - 166 kg (168 kg Japan Version)
Il resto della gamma resta invariato.

### Dal 2006 al 2007

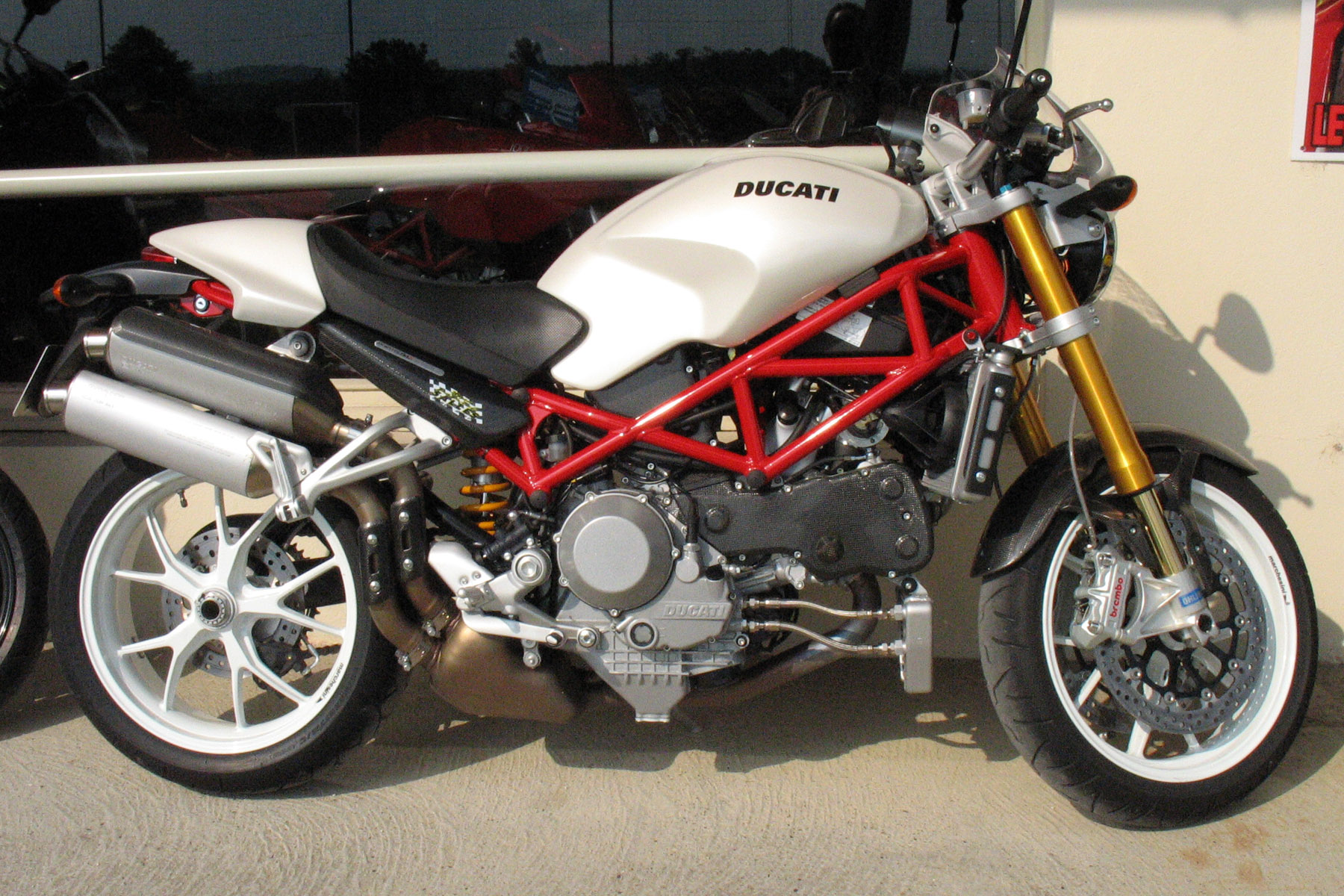
Monster S4RS

- 2006; Nella continua rincorsa tra le varie case motociclistiche alla moto più prestazionale, la Ducati introduce il nuovo S4Rs con il motore Testastretta da 998 cm³ che equipaggia la 999, dotato in questa versione di 130 CV, munito di coppa dell'olio più bassa, per permettere un miglior raccoglimento dell'olio. Un reparto sospensioni che vede Ohlins sia come monoammortizzatore sia come forcelle trattate al TiN, pinze freno e leve freno e frizione con attacco radiale derivante dall'esperienza in Superbike rendono la moto particolarmente apprezzata.

Il rinnovamento della gamma prosegue con l'introduzione del 695 al posto del 620i.e. ad un prezzo di lancio molto allettante. I cavalli salgono a 73 CV e sono proposte nuove colorazioni molto aggressive.
Gamma in produzione:
Monster 400 i.e. - dark - 44 CV @ 10500 giri/min - 166 kg (168 kg Japan Version)
Monster 620 i.e. - dark, standard (cupolino) - 60 CV @ 9500 giri/min - 177 kg
Monster 695i.e. – dark, standard – 73  CV a 8500giri/min – 177 kg
Monster s2r 800 i.e. - standard - 77  CV @ 8250 giri/min
Monster s2r 1000 i.e. - (fianchetti e paracalore in carbonio, forcella showa regolabile e mono sachs, monoforcellone alluminio) - 95 CV @ 7750 giri/min - 178 kg
Monster S4R - 113  CV @ 8750 giri/min- 193 kg
Monster S4Rs Testastretta (998)– 130  CV @ 8500 giri/min – 195 kg
- 2007; Quest'anno viene rinnovata la serie S4R cambiando, oltre alle colorazioni (che vede l'introduzione del grigio titanio con banda nera su telaio rosso), la motorizzazione con quella del ben più potente motore testastretta da 130 CV già montato sulla S4Rs. Il modello 400 viene ovviamente per motivi di marketing soppresso.

Gamma di produzione:
Monster 695i.e. – dark, standard – 73  CV a 8500giri/min – 177 kg
Monster s2r 800 i.e. - standard - 77  CV a 8250 giri/min
Monster s2r 1000 i.e. - standard (fianchetti e paracalore in carbonio, forcella showa regolabile e mono sachs, monoforcellone alluminio) - 95 CV a 7750 giri/min - 178 kg
Monster S4R Testastretta (998) – 130  CV (all'albero) a 8500 giri/min- 195 kg
Monster S4RS Testastretta (998) – 130  CV (all'albero) a 8500 giri/min – 195 kg forcella e mono Ohlins, pompe e pinze radiali.

### Dal 2008 al 2016

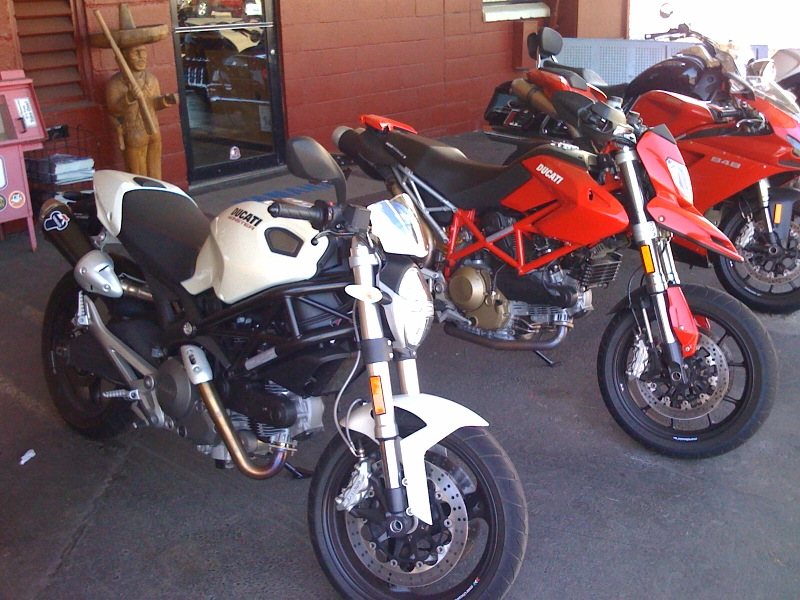
Monster 696

- 2008; A partire da aprile di quest'anno la Ducati introduce sul mercato italiano il nuovo Monster 696 che prende le distanze dal fratello minore (695); l'animo Monster non è stato completamente stravolto, anche se molti dettagli la fanno assomigliare alla MV Agusta Brutale. Novità importanti sono la riduzione del peso (161 kg a secco), l'aumento di cavalli che passano da 73 ad 80 e l'adozione di un nuovo telaio ibrido (traliccio di tubi + alluminio). Ora la moto è più fluida, più agile e chiude meglio le curve.

Il prezzo di lancio è stato di 8200 euro per la versione Plus (cupolino e coprisella in tinta) e 7850 per la versione base.
Disponibile nei colori "Rosso anniversary Ducati", "Nero opaco", "Bianco Perla"
Al modello 696 vengono poco dopo affiancati i modelli 1100 e 1100s.
Il 3 novembre 2008, giorno dell'uscita della Ducati Streetfighter, il Monster dal design classico esce definitivamente di produzione lasciando spazio solamente ai nuovi modelli.
- 2009, per il 2009 le novità principali riguardano i colori, lanciando una campagna dedicata al Monster 696 chiamata Colour Therapy. Ducati con la Colour Therapy, oltre ai colori attualmente in gamma, ovvero il bianco perla, il rosso Ducati e il nero dark, propone ben nuove 10 tonalità per il Monster 696, che vanno dal Rosso GP, all'Arancione Scrambler fino ad arrivare al Lilla Glamour e all'Oro Puro. Tutte queste inedite colorazioni potranno essere scelte, come optional, al momento dell'acquisto della moto con un sovrapprezzo di 90 Euro rispetto al prezzo di listino (ad eccezione dei colori Argento Vivo e Oro Puro per i quali sono richiesti 190 Euro, essendo tonalità realizzate con una speciale tecnica di verniciatura).

Grazie a questa iniziativa la Ducati è l'unica casa al mondo in grado di offrire ben 13 colori diversi per un unico modello.
- 2010, dal 2010 le Monster 696, 1100 e 1100s sono disponibili a richiesta anche equipaggiate di ABS.

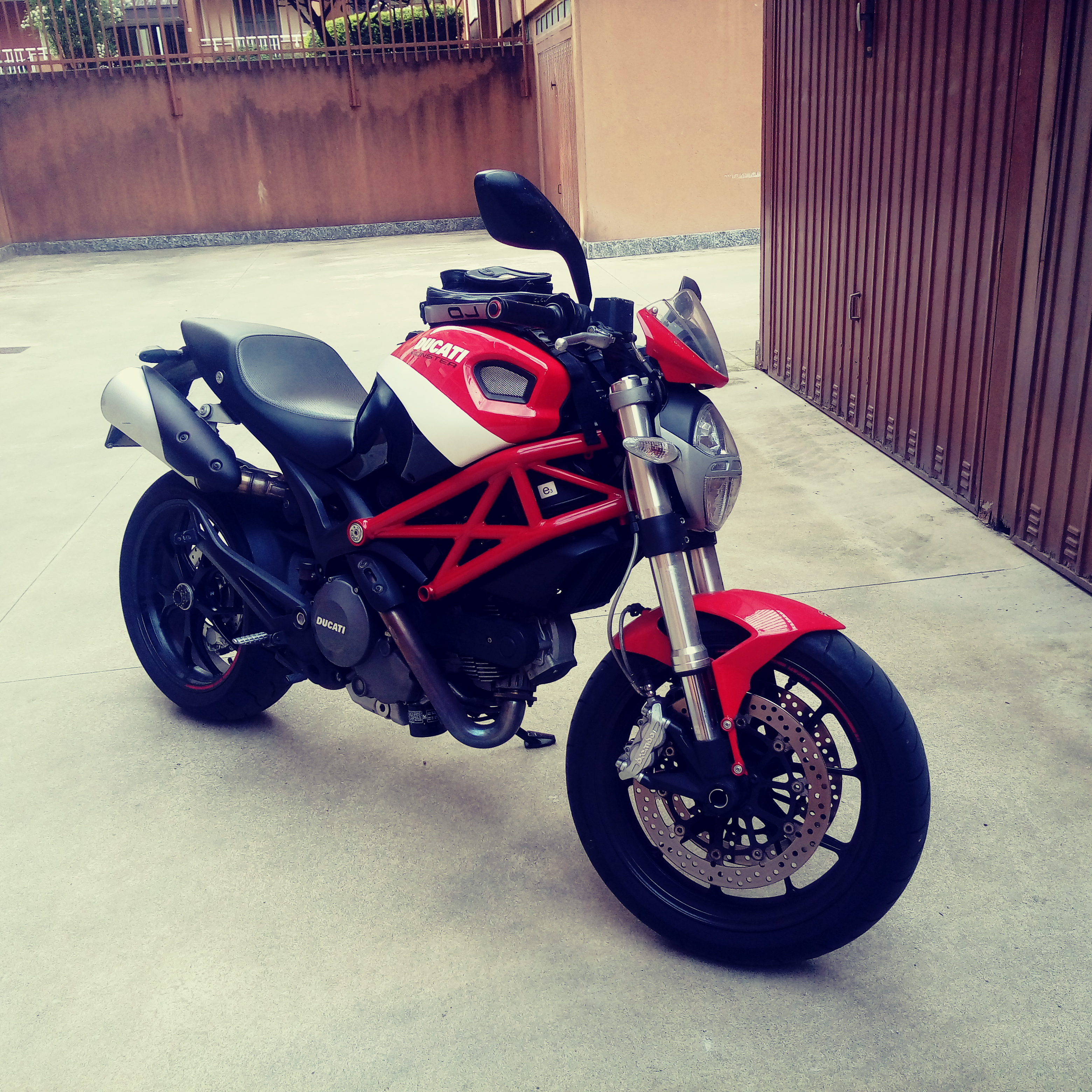
Monster 796

Ad aprile esce anche il modello 796 che riprende caratteristiche sia del 696 (frizione multidisco in bagno d'olio), che del 1100 (il forcellone posteriore monobraccio).
- 2012, nell'aprile 2012 l'Audi, appartenente al gruppo Volkswagen, acquisisce il 70% della casa bolognese.[4]

Gamma di produzione nel 2012:
- Monster 696 i.e. - 80  CV a 9000 giri/min - 161 kg
- Monster 796 i.e. - 87  CV a 8250 giri/min - 167 kg
- Monster 1100 - 95  CV a 7.500 giri/min - 169 kg
- Monster 1100s - 95  CV a 7.500 giri/min - 168 kg (forcella Öhlins a steli rovesciati da 43 mm con trattamento TiN, sospensione posteriore progressiva con monoammortizzatore Öhlins regolabile nel precarico e in estensione, parafango anteriore, le cartelle copricinghia e il paracalore dei silenziatori sono in carbonio, Le flange dei dischi anteriori sono realizzate in alluminio)

Visto il grande successo di Colour Therapy, con l'uscita del modello 796 è stata lanciata una nuova serie di colorazioni denominata "Color Mania" con la possibilità di avere ancora 13 opzioni in totale e 8 nuove personalizzazioni.
In effetti oltre alle 3 colorazioni classiche: Bianco Perla, Rosso Ducati, e Nero, sono rimaste dal precedente Colour Therapy, il Lilla Glamour e L'Arancio Scrambler.

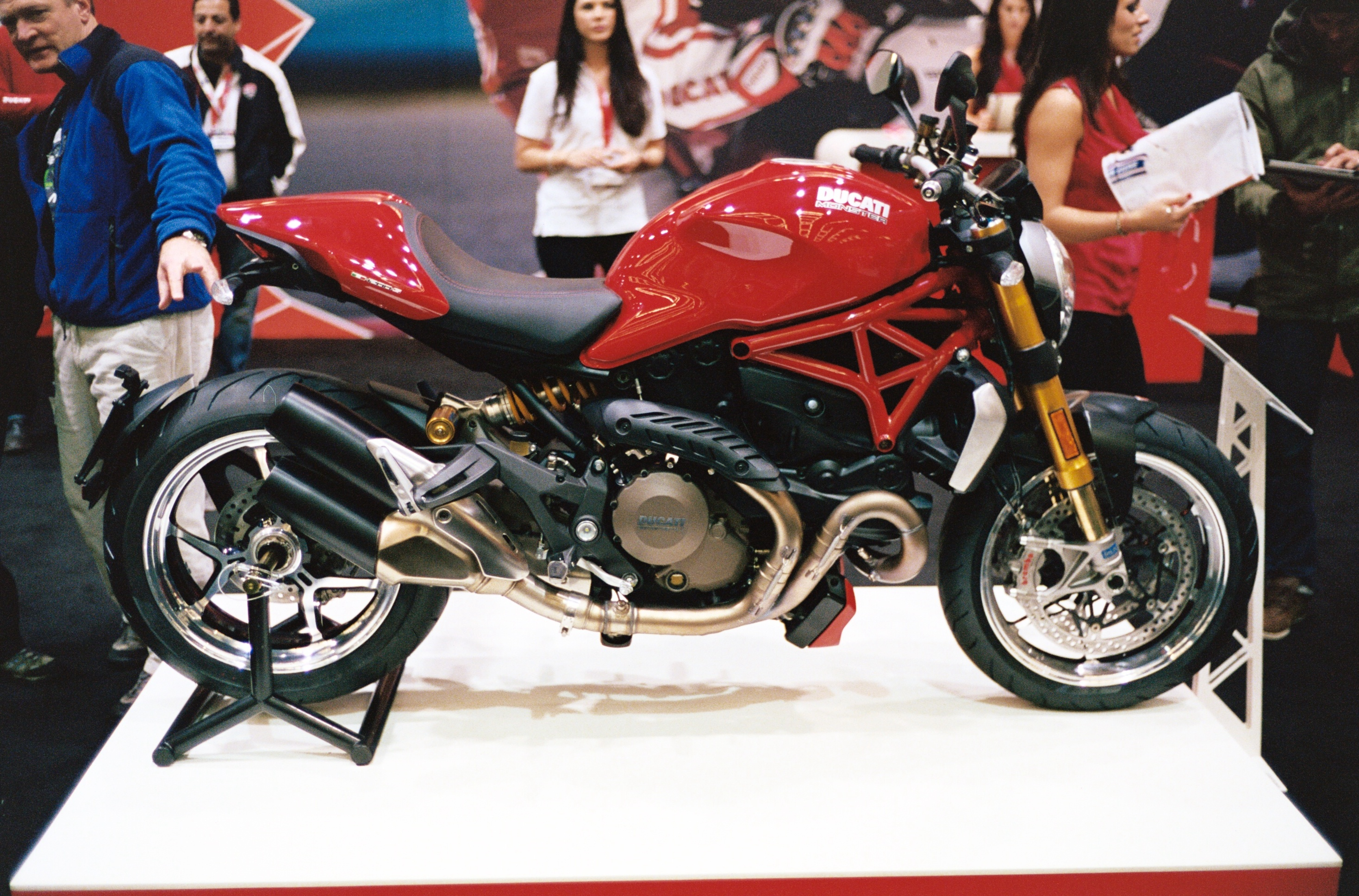
Ducati Monster 1200 del 2014

Nel 2011 è stata introdotta la Monster 1100 EVO dotata di un bicilindrico di una cilindrata di 1079 cm³, che sviluppa ora una potenza massima di 100 CV a 7.500 giri ed una coppia di 105 Nm.
- 2014 nel 2014 venne presentata la versione 1200. È stata dotata di un propulsore Testastretta con angolo di incrocio valvole di 11° che eroga la potenza di 135 CV e la coppia di 118 Nm grazie a modifiche inerenti alla centralina e al corpo farfallato. È presente un sistema a Doppia Accensione (DS) gestito da due candele per ogni testa. La frizione è a bagno d'olio con sistema di antisaltellamento, mentre i condotti di scarico, con sezione da 50–52 mm, fanno parte di un impianto di tipo 2-1-2. Elettronicamente, la moto è stata dotata dei Riding Mode Ducati (Urban, Touring e Sport) sviluppati in collaborazione con l'azienda Bosch e che comandano l'ABS a tre livelli e il DTC (Ducati Traction Control) a otto livelli. Tramite i Riding Mode è possibile anche regolare la potenza erogata dal propulsore. L'impianto di illuminazione usufruisce della tecnologia Led.[5]
Nello stesso anno venne presentata la 821, che riprende alcune soluzioni della 1200, quali il telaio collegato direttamente sulle testate del motore, in modo analogo alla Panigale, ma mantenendo il telaio a traliccio, per quanto riguarda il forcellone ora è del tipo bibraccio, rispetto alla vecchia 796 il raffreddamento ora è a liquido, ma l'albero motore ora è su bronzine e non più su cuscinetti a rulli[6].
- 2015 viene presentata la variante "R" della cilindrata 1200, che sarà disponibile solo a partire dal 2016. Questa è la variante più potente e prestazionale della famiglia Monster[7] che si differenzia dalla variante "S" per un rifacimento nel design del codino posteriore, per il cupolino e per la maggiore potenza del suo motore. Pur attenendosi alle normative Euro 4 il motore, il bicilindrico Testastretta 11° DS, eroga 160 CV a 9250 giri/min, il nuovo rapporto di compressione dei cilindri è 13:1 grazie ad una nuova guarnizione della testa meno spessa. Dal lato della ciclistica troviamo una nuova forcella Öhlins e nuovi dischi (330 mm all'anteriore, 245 mm al posteriore) con pinze monoblocco Brembo M50, gli stessi della Ducati Panigale.
- 2016 All'EICMA di Milano del 2016, vede il ritorno di una versione d'ingresso equipaggiata col motore raffreddato ad aria: si tratta del Monster 797 col classico Desmodue da 803 cm³ aggiornato alle normative Euro 4 e in grado di erogare 73 CV. Tra le altre caratteristiche spicca inoltre il telaio che torna ad essere interamente a traliccio.[8] Le versioni 1200 e 1200S vengono aggiornate e ricevono il motore Testastretta 11° DS Euro 4 da 150 CV, una coda ridisegnata e un'elettronica dotata di piattaforma inerziale IMU. Come tradizione, la variante S è dotata di componentistica più raffinata, come le sospensioni regolabili Öhlins e l'impianto frenante Brembo con pinze M50.[9] Rimangono inoltre in produzione le versioni 1200R e 821, quest'ultima anch'essa aggiornata alle specifiche Euro 4.

### Rivoluzione 2021
Nel dicembre 2020 la casa di Borgo Panigale presenta online il nuovo Monster completamente rinnovato, con un design che si discosta molto dal passato e, soprattutto, viene abbandonato il telaio a traliccio in tubi (non senza critiche da parte dei "Ducatisti" più appassionati) in favore di un nuovo telaio front frame in alluminio 60% più leggero; in totale sono 18 i chilogrammi persi rispetto alla progenitrice Monster 821 grazie ai molteplici accorgimenti. Il nuovo Monster che presenta un design meno personale ma più moderno viene equipaggiato con il collaudato Testatretta 11° da 937 cc, ora Euro 5, capace di 111 CV a 9250 giri/min. Completa la dotazione elettronica che prevede tre riding mode (Sport, Touring, Urban), l’ABS su tre livelli (2 e 3 con funzione cornering), controllo di trazione cornering e controllo dell’impennata, la dotazione di serie prevede inoltre un cruscotto elettronico con schermo TFT da 4,3", fanaleria a Led e frecce a rientro automatico.

## Cilindrate
Dalla presentazione fino ai ultimi modelli, la Monster è stata presentata in diverse cilindrate e versioni:
- 400 dal 1994 al 2002 a carburatori
- 400 dal 2003 al 2005 ad iniezione
- 600 dal 1994 al 2001 a carburatori
- 620 dal 2002 al 2006 ad iniezione, i primi modelli mantenevano il cambio a 5 marce. Successivamente è stato introdotto il cambio a 6 marce
- 695 dal 2007 al 2008
- 696 dal 2008 al 2013, 2014 per la versione ABS
- 750 dal 1996 al 2001 a carburatori
- 750 per il solo 2002 ad iniezione
- 796 dal 2010 al 2013, 2014 per la versione ABS
- 800 dal 2003 al 2004 ad iniezione
- 821 dal 2014
- S2R 800 dal 2005 al 2007
- 900 dal 1993 al 1998 a carburatori
- 900 dal 1999 al 2002 ad iniezione
- 1000 DS 2003 al 2006
- S4 916 dal 2001 al 2003 ad iniezione
- S2R 992 dal 2003 al 2008 ad iniezione
- S4R 996 dal 2004 al 2008
- S4RS 998 dal 2006 al 2008
- 1100 dal 2008 al 2014
- 1200 dal 2014
- 1200 s dal 2014
- 1200 r dal 2016